# 우천산업단지로
우천산업단지로(Ucheonsaneopdanji-ro)는 강원특별자치도 횡성군 우천면 용둔리에서 상하가리까지 이르는 횡성군도로, 총 연장은 288m이다. 도로의 명칭이 유래된 것은 우천일반산업단지 조성사업 완료 지역으로, 지역적 특성을 도로명에 반영하였던 것으로 보인다.

## 역사
- 2016년 4월 18일 : 도로명으로 우천산업단지로를 고시

## 지리

### 주요 경유지
- 횡성군
  - 우천면 (용둔리 - 상하가리)

### 접촉하는 도로
- 경강로 (국도 제6호선)

### 주요 건물 및 시설
- 동원시스템즈 횡성공장 (우천산업단지로 75-13/상하가리 554)
- 예길식품 (우천산업단지로 89/상하가리 553)